# Syensqo
Syensqo (вимовляється як «Science Co.») — бельгійська транснаціональна компанія з виробництва матеріалів зі штаб-квартирою в Брюсселі, Бельгія. Вона була створена у грудні 2023 року шляхом виділення з компанії Solvay S.A.. Нинішнім генеральним директором є Ільхам Кадрі, який раніше був генеральним директором компанії Solvay.
Syensqo вийшла на біржу 11 грудня 2023 року і незабаром після цього була включена до індексу BEL 20.
Компанія представлена по всьому світу 62 промисловими майданчиками та 12 великими науково-дослідницькими центрами, у яких працює 13 000 співробітників у 30 країнах світу.

## Корпоративні справи
Штаб-квартира компанії знаходиться в Брюсселі.
Syensqo досліджує та виробляє передові матеріали для використання як у промисловості, так і в побуті. Компанія має справу зі спеціальними полімерами, композитами, поверхнево-активними речовинами, ароматизаторами, технологічними рішеннями та нафтогазовоб галуззю, а також перспективними напрямками в галузі акумуляторів, "зеленого" водню, термопластичних композитів, відновлюваних матеріалів та біотехнологій.